# Svømning under sommer-OL 1980
Svømning under sommer-OL 1980. Der blev konkurreret i 26 svømmediscipliner, tretten for mænd og tretten for damer under OL 1980 i Moskva. Østtyskland blev bedste nation med tolv guldmedaljer foran Sovjetunionen med otte.

## Medaljer
| Svømning OL 1980 | Svømning OL 1980     | Svømning OL 1980 | Svømning OL 1980 | Svømning OL 1980 | Svømning OL 1980 |
| ---------------- | -------------------- | ---------------- | ---------------- | ---------------- | ---------------- |
| Nr.              | Land                 | Guld             | Sølv             | Bronze           | Totalt           |
| 1.               | DDR (GDR)            | 12               | 10               | 8                | 30               |
| 2.               | Sovjetunionen (URS)  | 8                | 9                | 5                | 22               |
| 3.               | Sverige (SWE)        | 2                | 2                | 1                | 5                |
| 4.               | Australien (AUS)     | 2                | 0                | 5                | 7                |
| 5.               | Storbritannien (GBR) | 1                | 3                | 1                | 5                |
| 6.               | Ungarn (HUN)         | 1                | 2                | 1                | 4                |
| 7.               | Brasilien (BRA)      | 0                | 0                | 1                | 1                |
| 7.               | Danmark (DEN)        | 0                | 0                | 1                | 1                |
| 7.               | Holland (NED)        | 0                | 0                | 1                | 1                |
| 7.               | Polen (POL)          | 0                | 0                | 1                | 1                |
| 7.               | Spanien (ESP)        | 0                | 0                | 1                | 1                |
| Totalt           | Totalt               | 26               | 26               | 26               | 78               |

## Mænd

### 100 m fri
| Plads | Land | Udøver        | Tid     |
| ----- | ---- | ------------- | ------- |
| 1.    | GDR  | Jörg Woithe   | 50,40 s |
| 2.    | SWE  | Per Holmertz  | 50,91 s |
| 3.    | SWE  | Per Johansson | 51,29 s |

### 200 m fri
| Plads | Land | Udøver           | Tid         |
| ----- | ---- | ---------------- | ----------- |
| 1.    | URS  | Sergej Kopljakov | 1.49,81 min |
| 2.    | URS  | Andrej Krylov    | 1.50,76 min |
| 3.    | AUS  | Graeme Brewer    | 1.51,60 min |

### 400 m fri
| Plads | Land | Udøver            | Tid         |
| ----- | ---- | ----------------- | ----------- |
| 1.    | URS  | Vladimir Salnikov | 3.51,31 min |
| 2.    | URS  | Andrej Krylov     | 3:53,24 min |
| 3.    | URS  | Ivar Stukolkin    | 3:53,95 min |

### 1500 m fri
| Plads | Land | Udøver            | Tid          |
| ----- | ---- | ----------------- | ------------ |
| 1.    | URS  | Vladimir Salnikov | 14:58,27 min |
| 2.    | URS  | Aleksandr Chajev  | 15:14,30 min |
| 3.    | AUS  | Max Metzker       | 15:14,49 min |

### 100 m ryg
| Plads | Land | Udøver          | Tid     |
| ----- | ---- | --------------- | ------- |
| 1.    | SWE  | Bengt Baron     | 56,63 s |
| 2.    | URS  | Viktor Kusnezov | 56,99 s |
| 3.    | URS  | Vladimir Dolgov | 57,63 s |

### 200 m ryg
| Plads | Land | Udøver           | Tid         |
| ----- | ---- | ---------------- | ----------- |
| 1.    | HUN  | Sándor Wladár    | 2:01,93 min |
| 2.    | HUN  | Zoltán Verrasztó | 2:02,40 min |
| 3.    | AUS  | Mark Kerry       | 2:03,14 min |

### 100 m bryst
| Plads | Land | Udøver           | Tid         |
| ----- | ---- | ---------------- | ----------- |
| 1.    | GBR  | Duncan Goodhew   | 1:03,34 min |
| 2.    | URS  | Arsens Miskarovs | 1:03,82 min |
| 3.    | AUS  | Peter Evans      | 1:03,96 min |

### 200 m bryst
| Plads | Land | Udøver           | Tid         |
| ----- | ---- | ---------------- | ----------- |
| 1.    | URS  | Robertas Žulpa   | 2:15,85 min |
| 2.    | HUN  | Albán Vermes     | 2:16,93 min |
| 3.    | URS  | Arsens Miskarovs | 2:17,28 min |

### 100 m butterfly
| Plads | Land | Udøver             | Tid     |
| ----- | ---- | ------------------ | ------- |
| 1.    | SWE  | Pär Arvidsson      | 54,92 s |
| 2.    | GDR  | Roger Pyttel       | 54,94 s |
| 3.    | ESP  | David López-Zubero | 55,13 s |

### 200 m butterfly
| Plads | Land | Udøver          | Tid         |
| ----- | ---- | --------------- | ----------- |
| 1.    | URS  | Serhij Fessenko | 1:59,76 min |
| 2.    | GBR  | Philip Hubble   | 2:01,20 min |
| 3.    | GDR  | Roger Pyttel    | 2:01,39 min |

### 400 m medley
| Plads | Land | Udøver             | Tid         |
| ----- | ---- | ------------------ | ----------- |
| 1.    | URS  | Olexandr Sidorenko | 4:22,89 min |
| 2.    | URS  | Serhij Fessenko    | 4:23,43 min |
| 3.    | HUN  | Zoltán Verrasztó   | 4:24,24 min |

### 4 x 200 m fri
| Plads | Land | Utøvere                                                                                | Tid         |
| ----- | ---- | -------------------------------------------------------------------------------------- | ----------- |
| 1.    | URS  | Sergei Kopljakow Wladimir Salnikow Iwar Stukolkin Andrei Krylow                        | 7:23,50 min |
| 2.    | GDR  | Frank Pfütze Jörg Woithe Detlev Grabs Rainer Strohbach                                 | 7:28,60 min |
| 3.    | BRA  | Jorge Luíz Fernandes Marcus Laborne Mattioli Ciro Marques Delgado Djan Garrido Madruga | 7:29,30 min |

### 4 x 100 m medley
| Plads | Land | Utøvere                                                           | Tid         |
| ----- | ---- | ----------------------------------------------------------------- | ----------- |
| 1.    | AUS  | Mark Kerry Peter Evans Mark Tonelli Neil Brooks                   | 3:45,70 min |
| 2.    | URS  | Wiktor Kusnezow Arsens Miskarovs Jewgeni Seredin Sergei Kopljakow | 3:45,92 min |
| 3.    | GBR  | Gary Abraham Duncan Goodhew David Lowe Martin Smith               | 3:47,71 min |

## Damer

### 100 m fri
| Plads | Land | Udøver          | Tid     |
| ----- | ---- | --------------- | ------- |
| 1.    | GDR  | Barbara Krause  | 54,79 s |
| 2.    | GDR  | Caren Metschuck | 55,16 s |
| 3.    | GDR  | Ines Diers      | 55,65 s |

### 200 m fri
| Plads | Land | Udøver          | Tid         |
| ----- | ---- | --------------- | ----------- |
| 1.    | GDR  | Barbara Krause  | 1:58,33 min |
| 2.    | GDR  | Ines Diers      | 1:59,64 min |
| 3.    | GDR  | Carmela Schmidt | 2:01,44 min |

### 400 m fri
| Plads | Land | Udøver          | Tid         |
| ----- | ---- | --------------- | ----------- |
| 1.    | GDR  | Ines Diers      | 4:08,76 min |
| 2.    | GDR  | Petra Schneider | 4:09,16 min |
| 3.    | GDR  | Carmela Schmidt | 4:10,86 min |

### 800 m fri
| Plads | Land | Udøver        | Tid         |
| ----- | ---- | ------------- | ----------- |
| 1.    | AUS  | Michelle Ford | 8:28,90 min |
| 2.    | GDR  | Ines Diers    | 8:32,55 min |
| 3.    | GDR  | Heike Dähne   | 8:33,48 min |

### 100 m ryg
| Plads | Land | Udøver        | Tid         |
| ----- | ---- | ------------- | ----------- |
| 1.    | GDR  | Rica Reinisch | 1:00,86 min |
| 2.    | GDR  | Ina Kleber    | 1:02,07 min |
| 3.    | GDR  | Petra Riedel  | 1:02,64 min |

### 200 m ryg
| Plads | Land | Udøver         | Tid         |
| ----- | ---- | -------------- | ----------- |
| 1.    | GDR  | Rica Reinisch  | 2:11,77 min |
| 2.    | GDR  | Cornelia Polit | 2:13,75 min |
| 3.    | GDR  | Birgit Treiber | 2:14,14 min |

### 100 m bryst
| Plads | Land | Udøver            | Tid         |
| ----- | ---- | ----------------- | ----------- |
| 1.    | GDR  | Ute Geweniger     | 1:10,22 min |
| 2.    | URS  | Elwira Wassilkowa | 1:10,41 min |
| 3.    | DEN  | Susanne Nielsson  | 1:11,16 min |

### 200 m bryst
| Plads | Land | Udøver             | Tid         |
| ----- | ---- | ------------------ | ----------- |
| 1.    | URS  | Lina Kačiušytė     | 2:29,54 min |
| 2.    | URS  | Swetlana Warganowa | 2:29,61 min |
| 3.    | URS  | Julia Bogdanowa    | 2:32,39 min |

### 100 m butterfly
| Plads | Land | Udøver            | Tid         |
| ----- | ---- | ----------------- | ----------- |
| 1.    | GDR  | Caren Metschuck   | 1:00,42 min |
| 2.    | GDR  | Andrea Pollack    | 1:00,90 min |
| 3.    | GDR  | Christiane Knacke | 1:01,44 min |

### 200 m butterfly
| Plads | Land | Udøver            | Tid         |
| ----- | ---- | ----------------- | ----------- |
| 1.    | GDR  | Ines Geißler      | 2:10,44 min |
| 2.    | GDR  | Sybille Schönrock | 2:10,45 min |
| 3.    | AUS  | Michelle Ford     | 2:11,66 min |

### 400 m medley
| Plads | Land | Udøver           | Tid         |
| ----- | ---- | ---------------- | ----------- |
| 1.    | GDR  | Petra Schneider  | 4:36,29 min |
| 2.    | GBR  | Sharon Davies    | 4:46,83 min |
| 3.    | POL  | Agnieszka Czopek | 4:48,17 min |

### 4 x 100 m fri
| Plads | Land | Utøvere                                                            | Tid         |
| ----- | ---- | ------------------------------------------------------------------ | ----------- |
| 1.    | GDR  | Barbara Krause Caren Metschuck Ines Diers Sarina Hülsenbeck        | 3:42,71 min |
| 2.    | SWE  | Carina Ljungdahl Tina Gustafsson Agneta Martensson Agneta Eriksson | 3:48,93 min |
| 3.    | NED  | Conny van Bentum Wilma van Velsen Regina de Jong Annelies Maas     | 3:49,51 min |

### 4 x 100 m medley
| Plads | Land | Utøvere                                                                     | Tid         |
| ----- | ---- | --------------------------------------------------------------------------- | ----------- |
| 1.    | GDR  | Rica Reinisch Ute Geweniger Andrea Pollack Caren Metschuck                  | 4:06,67 min |
| 2.    | GBR  | Helen Jameson Margaret Kelly-Hohmann Ann Osgerby June Croft                 | 4:12,24 min |
| 3.    | URS  | Jelena Kruglowa Elwira Wassilkowa Alla Grischtschenkowa Natalia Strunnikowa | 4:13,61 min |